# Bruine lipvis
De bruine lipvis (Labrus merula) is een straalvinnige vissensoort uit de familie van de lipvissen (Labridae). De wetenschappelijke naam van de soort is gepubliceerd in 1758 door Linnaeus in de tiende editie van Systema naturae.
De soort staat op de Rode Lijst van de IUCN als niet bedreigd, beoordelingsjaar 2008. De omvang van de populatie is volgens de IUCN stabiel.

## Uiterlijke kenmerken

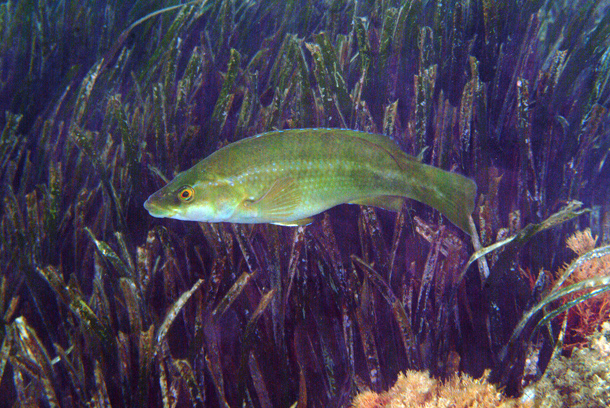
Een bruine lipvis in de buurt van de Toscanese kust

De bruine lipvis kan een lengte van 40 centimeter bereiken. Hij heeft een kleine bek met dikke lippen en kieuwdeksels zonder tanden of stekels. De staartvin heeft vaak een inkeping in het midden. De rug-, staart-, en aarsvinnen hebben een olijfgroene kleur met een blauw randje. Zowel de mannelijke als de vrouwelijke vissen hebben blauwe stippen verspreid over het lichaam en vinnen. Het lijf is slank maar gedrongen. Meestal is het mannetje groter dan het vrouwtje.

## Leefwijze
Op jonge leeftijd is de bruine lipvis in scholen te vinden. Oudere exemplaren worden vaker alleen aangetroffen. Na twee jaar zijn de vissen volwassen, de oudste bruine lipvis ooit gevangen was zeventien jaar oud geworden.
Bruine lipvissen voeden zich met zee-egels, slangsterren, krabben, weekdieren en wormen.

### Paargedrag
Het paaien gebeurt vanaf februari tot mei in het westelijke Middellandse Zeegebied. Bruine lipvissen zijn ovipaar. Mannetjes maken een schotelvormig nest op de zeebodem en bewaken daarin de eieren.

## Verspreiding en leefgebied
De bruine lipvis komt voor in de Middellandse Zee en de Atlantische Oceaan tot aan Portugal. Hij leeft tussen zeegrassen en rotsen en niet dieper dan 50 meter diepte.